# Сухий Вир
Сухи́й Вир — річка в Ріпкинському районі Чернігівської області України, права притока річки Вир басейну Дніпра. 
Довжина річки становить 21 км. 
Починається річка на північно-східній околиці села Олександрівка й тече спочатку на захід, а в селі Грибова Рудня повертає на південний захід. Впадає до річки Вир (басейн Сожу) поблизу села Вир. 
Окрім нижньої течії, протікає через ліси. 
На річці села Олександрівка, Олешня та Грибова Рудня. 
Через річку проходять автомагістраль та залізниця Чернігів-Гомель. За два останні десятиріччя річка дуже обміліла та вкрилася лататтям. ЇЇ глибина у селі Олешня на 15 липня 2013 р. становила менше 1 метра.